# Erythrolamprus janaleeae
Erythrolamprus janaleeae är en ormart som beskrevs av Dixon 2000. Erythrolamprus janaleeae ingår i släktet Erythrolamprus och familjen snokar. Inga underarter finns listade i Catalogue of Life.
Denna orm förekommer i centrala Peru. Arten lever i bergstrakter mellan 850 och 2700 meter över havet. Erythrolamprus janaleeae vistas i tropiska skogar. Honor lägger ägg.
För beståndet är inga hot kända. Hela populationen antas vara stor. IUCN kategoriserar arten globalt som livskraftig.